# Darren Aronofsky
Darren Aronofsky (Brooklyn, 1969. február 12. –) Primetime Emmy-díjas amerikai filmrendező.
Első nemzetközi sikerét a Rekviem egy álomért című filmdrámájával aratta. A brooklyni születésű Aronofsky művészetére – saját bevallása szerint – a hiphop kultúra és a klasszikus amerikai film hatott leginkább. A középiskola után a Harvardon tanult animációs filmrendezést, s a szakdolgozatnak szánt Supermarket Sweeppel számos díjat nyert. 1996-ban kezdett dolgozni π című filmjének ötletén, melynek főszereplőjéül Sean Gullette-t választotta, akivel már korábban is dolgozott együtt. A kis költéségvetésű film nagy sikert aratott a Sundance Filmfesztiválon, s két évvel később már az Artisan égisze alatt országszerte bemutatták. A π után a Hubert Selby könyvéből készült Rekviem egy álomért című filmet kezdte forgatni. A rendező 2006-ban tért vissza A Forrás című filmjével (The Fountain), melynek forgatókönyvét is maga írta. A film mind a közönséget, mind a kritikusokat megosztotta. Eredetileg nagy költségvetésű filmnek készült Brad Pitt-tel és Cate Blanchett-tel a főszerepben, de végül Pitt visszalépett a „művészetről alkotott képe” miatt. Ez majdnem a projekt végét jelentette, amit végül a forgatókönyv szinte teljes átírása és az alacsonyabb költségvetés oldott meg. A főszerepekben így végül Hugh Jackman és Rachel Weisz bizonyíthatták rátermettségüket ebben a – történetileg és érzelmileg – rendkívül összetett alkotásban.

## Filmjei
- A bálna (2023)
- Anyám! (2017)
- Noé (2014)
- Fekete hattyú (2010)
- A pankrátor (2008)
- A forrás (2006)
- Rekviem egy álomért (2000)
- π (1998)
- No Time (1994)
- Protozoa (1993)
- Fortune Cookie (1991)
- Supermarket Sweep (1991)